# Gastarbeiter

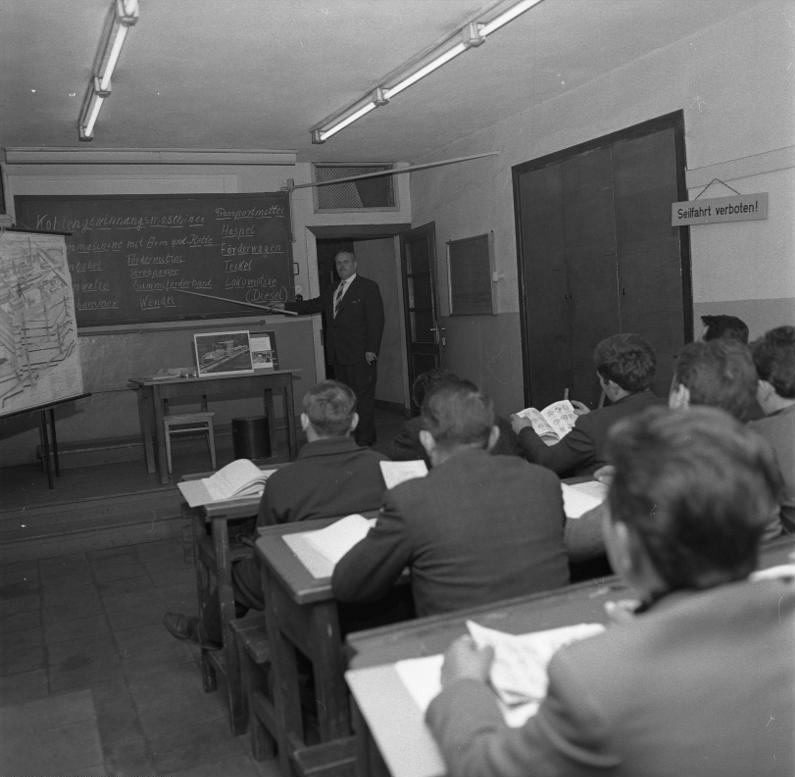
Corsi di formazione per gastarbeiter italiani da impiegare nell'industria mineraria (Duisburg, 1962)

Gastarbeiter (pronuncia tedesca: IPA: [ˈɡastˌʔaɐ̯baɪtɐ], ) in tedesco significa "lavoratore ospite". Il termine è stato coniato durante gli anni cinquanta del XX secolo per designare il gran numero di lavoratori stranieri immigrati nella Germania occidentale.
In Germania Ovest, durante il boom economico e la cosiddetta piena occupazione del periodo 1950-1970, vi era scarsità di manodopera disponibile per i lavori poco qualificati, in particolare nell'industria mineraria e automobilistica, nell'edilizia ed in altre attività ad alta intensità di lavoro. Perciò, facendo ricorso ad appositi accordi bilaterali di reclutamento, a partire dal 1955 furono assunti dei lavoratori immigrati, principalmente di sesso maschile, provenienti da altri Stati europei (i cosiddetti Anwerbestaaten). Nel 1964 il portoghese Armando Rodrigues de Sá fu accolto con una cerimonia ufficiale a Colonia come milionesimo gastarbeiter, come premio dallo Stato ricevette una motocicletta.
I primi ad essere chiamati come gastarbeiter sono stati gli immigrati provenienti dall'Italia, dalla Spagna e dalla Jugoslavia, presto seguiti da quelli della Grecia, della Turchia e del Portogallo.
In Russia lo stesso termine viene utilizzato per indicare i lavoratori provenienti dalle altre ex-repubbliche sovietiche.